# Wyważenie rogowe
Wyważenie rogowe – jeden z rodzajów aerodynamicznej kompensacji sterów polegający na tym, że część powierzchni sterowej jest wysunięta przed jej oś obrotu.
Pierwszymi samolotami, w których zastosowano to rozwiązanie były Blériot XI i Moisant z 1909, choć wątpliwe jest, aby w przypadku tych bardzo lekkich i powolnych konstrukcji potrzebowały one jakiejkolwiek kompensacji sterów i taki układ powierzchni sterowych mógł być przypadkowy. Umyślnie takie rozwiązanie wprowadzono w 1918 samolocie Curtiss F-5L będącym ulepszoną wersją brytyjskiego Felixstowe F5L.